# Lochmaeocles basalis
Lochmaeocles basalis är en skalbaggsart som beskrevs av Dillon 1946. Lochmaeocles basalis ingår i släktet Lochmaeocles och familjen långhorningar.
Artens utbredningsområde är:
- Honduras.
- Panama.

Inga underarter finns listade i Catalogue of Life.